# Violet de gentiane
Ne doit pas être confondu avec violet cristallisé.

Le violet cristallisé (CAS) est le composant majoritaire du mélange de colorants à structure triarylméthane appelé « violet de gentiane »

Le violet de gentiane est un terme ambigu qui se rapporte à différents colorants et mélanges de colorants à structure triarylméthane très proches les uns des autres. En Europe il désigne un mélange de différents violets de méthyle dont le composant majoritaire est le violet cristallisé, tandis qu'aux États-Unis gentian violet est employé comme synonyme de crystal violet (violet cristallisé) et désigne donc spécifiquement ce corps pur.
La suite de cet article a pour objet le violet de gentiane au sens francophone càd. en tant que mélange de colorants.

## Applications
La difficulté de l'étude biliographique se situe dans l'usage du terme gentian violet, le plus souvent sans précision de structure ou de composition, faisant supposer par défaut qu'il s'agit du violet cristallisé si l'on s'en tient aux remarques de Horobin et al. déjà citées. La lecture détaillée de chaque article montre pourtant que ce terme est – certes rarement – employé pour désigner le violet de gentiane au sens francophone, càd. que les auteurs mentionnent explicitement un mélange de colorants : ce sont ces publications qui ont été retenues dans la sélection bibliographique présentée ici.

### Microbiologie
En 1884, H.C. Gram décrit l'utilisation du violet de gentiane comme colorant primaire dans la version originale de ce qui deviendra la coloration de Gram.

### Médecine
Le violet de gentiane a donné un résultat encourageant dans deux cas d'épidermolyse bulleuse jonctionnelle congénitale.

### Indicateur coloré de pH
Le méthyl violet 2B (ou violet de méthyle) et le méthyl violet 10B (ou violet de cristal) sont également des indicateurs colorés, en effet, ils sont jaunes à un pH inférieur à 1,6 et 1,8 et violet au-delà.
| Couleurs du violet de méthyle | forme acide jaune | zone de virage pH 0,0 à pH 1,6 | forme basique bleu-violet |

| Couleurs du violet de cristal | forme acide jaune | zone de virage pH 0,0 à pH 1,8 | forme basique bleu-violet |